# جون ألكسندر أوستين
جون الكسندر أوستين هو طيار كندي، ولد في 30 سبتمبر 1912 في رنفرو ‏ في كندا، وتوفي في 1 ديسمبر 1984 في تورونتو في كندا.